# Gourgournitsa
Gourgournitsa (en macédonien Гургурница ; en albanais Gurgurnica) est un village du nord-ouest de la Macédoine du Nord, situé dans la commune de Brvenica. Le village comptait 1 556 habitants en 2002. Il est majoritairement peuplé d'Albanais.

## Démographie
Lors du recensement de 2002, le village comptait :
- Albanais : 1 549
- Macédoniens : 1
- Autres : 6